# Xanthorhoe majorata
Xanthorhoe majorata är en fjärilsart som beskrevs av Heydemann 1936. Xanthorhoe majorata ingår i släktet Xanthorhoe och familjen mätare. Inga underarter finns listade i Catalogue of Life.